# Eudorylas scissus
Eudorylas scissus är en tvåvingeart som först beskrevs av Hardy 1972.  Eudorylas scissus ingår i släktet Eudorylas och familjen ögonflugor. Inga underarter finns listade i Catalogue of Life.